# Alexandre Desplat
Alexandre Desplat (ur. 23 sierpnia 1961 w Paryżu) – francuski kompozytor muzyki filmowej. Zdobywca dwóch Oscarów za muzykę do filmów Grand Budapest Hotel (2014) i Kształt wody (2017).

## Życiorys

### Młodość i wykształcenie
Alexandre Michel Gérard Desplat urodził się 23 sierpnia 1961 w Paryżu we Francji. Jego rodzice: matka – Greczynka i ojciec – Francuz, poznali się na uniwersytecie w Kalifornii, a po ślubie przenieśli się do Paryża, gdzie urodził się Alexandre. Starszym bratem Alexandre’a jest Vic Desplat. W wieku pięciu lat Desplat rozpoczął naukę gry na fortepianie, a następnie na flecie i trąbce. W młodości interesował się muzyką jazzową, brazylijską i afrykańską, a wkrótce również muzyką filmową i kinematografią amerykańską.
Studia kompozytorskie podjął w Konserwatorium Paryskim (Conservatoire National Supérieur de Musique et de Danse de Paris), pobierając nauki u takich profesorów jak Claude Ballif, Iannis Xenakis. Po ukończeniu studiów odbył także kurs orkiestracji w Los Angeles pod kierunkiem Jacka Hayesa.

### Początki kariery
Po ukończeniu studiów Desplat komponował głównie do francuskich przedstawień teatralnych. Pracował także jako policjant. Pierwszym filmem pełnometrażowym do którego skomponował muzykę było Ki lo sa? Roberta Guédiguiana z 1985 r. Do 1990 roku stworzył jeszcze oprawę muzyczną do dwóch francuskich filmów pełnometrażowych, serialu animowanego Pif i Herkules i kilku filmów krótkometrażowych. W latach 1987–1988 współpracował z piosenkarzem Erikiem Moreną pisząc i aranżując muzykę do jego piosenek.

### Lata 1990–1999
Na początku swojej kariery Desplat poznał swoją przyszłą żonę, skrzypaczkę Dominique Lemonnier. Razem rozpoczęli wspólną współpracę. Dominique często wykonuje partie solowe w muzyce tworzonej przez Desplata, jest także często producentem jego prac. W 1996 r. na potrzeby muzyki do filmu Wielce skromny bohater, stworzyli kwintet smyczkowy Traffic Quintet. Kwintet wykonuje niekiedy partie smyczkowe w muzyce Desplat, on sam aranżuje także na potrzeby koncertowe kwintetu muzykę swoją i innych twórców.
Po 1990 roku jego kariera kompozytorska znacznie się rozwinęła. Desplat skomponował muzykę do wielu produkcji telewizyjnych, krótkometrażowych, reklam telewizyjnych. Pisał także do filmów kinowych. W 1994 r. nawiązał współpracę z reżyserem Jacques’em Audiardem przy jego debiucie reżyserskim Patrz na upadających mężczyzn (Regarde les hommes tomber). Współpracę z Audiardem Desplat kontynuuje do dzisiaj. Napisał muzykę do kolejnych sześciu filmów reżysera. W 1996 r. współpracował z reżyserką Marion Vernoux przy filmie Love, etc. w późniejszym czasie komponując muzykę do jej trzech kolejnych filmów. W 1996 r. otrzymał także swoją pierwszą nominację do Cezara za muzykę do filmu Wielce skromny bohater Audiarda. W 1998 r. skomponował muzykę do filmu Une minute de silence Florenta Emilia Siriego, z którym także nawiązał długotrwałą współpracę (cztery kolejne fillmy reżysera). Kompozycje te umocniły pozycję Desplat we francuskim przemyśle filmowym.

### Lata od 2000
Po 2000 roku Desplat nadal pracował przy produkcjach francuskich lub koprodukcjach europejskich (m.in. brytyjsko – francuski film Obrona Łużyna, kiedy to po raz pierwszy nagrywał muzykę z londyńską London Symphony Orchestra, z którą współpracował wielokrotnie w latach późniejszych). Nawiązywał także kolejne długotrwałe współprace z reżyserami (w roku 2003 film Inquitudes Gilles’a Bourdosa i dwa kolejne filmy reżysera w późniejszych latach). W 2002 Desplat otrzymał drugą nominację do Cezara za muzykę do filmu Na moich ustach Jacques’a Audiarda.
Większy rozgłos przyniosła kompozytorowi muzyka do filmu Petera Webbera Dziewczyna z perłą w 2003 r. Film zdobył na świecie wiele nagród i nominacji, a sam Desplat został nominowany do Złotego Globu, nagrody BAFTA i Europejskiej Nagrody Filmowej. Kompozycja ta przyniosła mu uznanie krytyków i rozgłos w Hollywood. W 2004 Desplat napisał muzykę do m.in. filmu Narodziny z Nicole Kidman, a w 2005 do takich filmów jak Syriana Stephena Gaghana (druga nominacja do Złotego Globu) i Firewall. Kompozytor nie rezygnował jednak z komponowania do filmów europejskich. W 2005 uznanie przyniosła mu muzyka do filmu W rytmie serca Jacques’a Audiarda. Desplat zdobył za nią swojego pierwszego Cezara, a także Srebrnego Niedźwiedzia na 55. MFF w Berlinie i nagrodę Étoile d’Or.
W 2006 Desplat skomponował muzykę do m.in. filmu Królowa, za którą otrzymał swoją pierwszą nominację do Oscara, a także do filmu Malowany welon, za którą otrzymał Złotego Globa. W kolejnych latach kompozytor współpracował z takimi reżyserami jak Ang Lee przy filmie Ostrożnie, pożądanie, David Fincher przy filmie Ciekawy przypadek Benjamina Buttona (nominacja do Oscara, Złotego Globu i nagrody BAFTA), Wes Anderson przy filmach Fantastyczny pan Lis (nominacja do Oscara i BAFTA), Kochankowie z Księżyca i Grand Budapest Hotel, Roman Polański przy filmach Autor widmo (nagroda Cezar), Rzeź, Wenus w futrze i Prawdziwa historia, George Clooney przy filmie Idy marcowe, Obrońcy skarbów i Suburbicon, Stephen Daldry przy filmie Strasznie głośno, niesamowicie blisko. W 2010 r. nagrodę BAFTA, czwartą nominację do Oscara i nominację do Złotego Globu przyniosła mu muzyka do filmu Jak zostać królem. Desplat skomponował muzykę także do takich kasowych produkcji jak Złoty kompas (2007), Saga „Zmierzch”: Księżyc w nowiu (2009), Harry Potter i Insygnia Śmierci część I (2010) i Część II (2011). Projekty te przyniosły mu duży rozgłos oraz dużą popularność w Hollywood.
W 2010 Desplat był członkiem jury konkursu głównego na 63. MFF w Cannes. Poza tym kompozytor prowadzi warsztaty mistrzowskie na uniwersytecie w Paryżu i w Royal College of Music w Londynie. 14 lipca 2011 kompozytor został odznaczony kawalerskim orderem Legii Honorowej.
W 2014 Desplat napisał muzykę m.in. do kasowego rebootu serii filmów o Godzilli: Godzilla, a także do kolejnego filmu Wesa Andersona: Grand Budapest Hotel i filmu Gra tajemnic Mortena Tylduma. We wrześniu 2014 Desplat był przewodniczącym jury konkursu głównego na 71. MFF w Wenecji (jako pierwszy w historii kompozytor na tym stanowisku). Kompozycje z roku 2014 przyniosły Desplatowi szereg nagród. Otrzymał on siódmą nominację do Złotego Globu (za Grę tajemnic), nagrodę BAFTA i Grammy (obie za muzykę do filmu Grand Budapest Hotel), a także podwójną nominację do Oscara (siódma i ósma nominacja w karierze) za muzykę do Gry tajemnic i Grand Budapest Hotel. Za muzykę do Grand Budapest Hotel otrzymał Oscara.
W 2016 współpracował m.in. z Lukiem Bessonem przy filmie Valerian i miasto tysiąca planet oraz z Guillermo del Toro przy filmie Kształt wody.

## Życie prywatne
Alexandre Desplat poślubił skrzypaczkę Dominique Lemonnier. Wspólnie mają dwie córki: Ninon i Antonię.

## Filmografia

### Filmy kinowe
| Rok  | Tytuł                                                                                       | Reżyser                      | Wydanie płytowe                                                                                            |
| ---- | ------------------------------------------------------------------------------------------- | ---------------------------- | --- |
| 1985 | Ki lo sa?                                                                                   | Robert Guédiguian            | |
| 1986 | Le souffleur                                                                                | Franck Le Witta              | |
| 1989 | William Tell                                                                                | Georges Nicolas Hayek        | |
| 1991 | Family Express                                                                              | Georges Nicolas Hayek        | |
| 1991 | Wymazane z pamięci (Lapse of Memory)                                                        | Patrick Dewolf               | |
| 1991 | Au nom du père et du fils                                                                   | Patrice Noïa                 | |
| 1992 | Sexes faibles!                                                                              | Serge Meynard                | |
| 1993 | Le tronc                                                                                    | Bernard Faroux Karl Zéro     | |
| 1993 | Godzina świni (The Advocate)                                                                | Leslie Megahey               | |
| 1994 | Patrz na upadających mężczyzn (Regarde les hommes tomber)                                   | Jacques Audiard              | BMG (1994)                                                                                                 |
| 1994 | Marie-Louise ou la permission                                                               | Manuel Flèche                | Sony Epic (1995)                                                                                           |
| 1994 | Niewinne kłamstwa (Les péchés mortels)                                                      | Patrick Dewolf               | Polydor (1995)                                                                                             |
| 1995 | Le plus bel âge...                                                                          | Didier Haudepin              | |
| 1995 | Les Milles                                                                                  | Sébastien Grall              | Sony Epic (1995)                                                                                           |
| 1995 | Le montreur de boxe                                                                         | Dominique Ladoge             | |
| 1996 | Le cri de la soie                                                                           | Yvon Marciano                | |
| 1996 | Wielce skromny bohater (Un héros très discret)                                              | Jacques Audiard              | EMI (1996)                                                                                                 |
| 1996 | Nieprzychylna bezstronność (Passage à l'acte)                                               | Francis Girod                | |
| 1996 | Love, etc.                                                                                  | Marion Vernoux               | Source (1996)                                                                                              |
| 1997 | Słodycz zemsty (The Revengers' Comedies)                                                    | Malcolm Mowbray              | |
| 1997 | Sous les pieds des femmes                                                                   | Rachida Krim                 | BMG (1997)                                                                                                 |
| 1997 | Żona kosmonauty (La femme du cosmonaute)                                                    | Jacques Monnet               | Milan (1998)                                                                                               |
| 1997 | Dziewczyna dla dwóch (Une chance sur deux)                                                  | Patrice Leconte              | BMG (1998)                                                                                                 |
| 1998 | Une minute de silence                                                                       | Florent Emilio Siri          | |
| 1998 | Nabici w butelkę (Restons groupés)                                                          | Jean-Paul Salomé             | Sergent Major (1999)                                                                                       |
| 1998 | Atilano, presidente                                                                         | Santiago Aguilar Luis Guridi | |
| 1998 | Toni                                                                                        | Philomène Esposito           | Milan (1999)                                                                                               |
| 1999 | Monsieur Naphtali                                                                           | Olivier Schatzky             | |
| 1999 | Vive nous!                                                                                  | Camille de Casabianca        | |
| 1999 | To nie moja wina (C'est pas ma faute!)                                                      | Jacques Monnet               | Milan (1999)                                                                                               |
| 1999 | Małpie opowieści (Le Château des singes)                                                    | Jean-François Laguionie      | Milan (1999)                                                                                               |
| 1999 | Rien à faire                                                                                | Marion Vernoux               | |
| 2000 | Amazonka (Amazone)                                                                          | Philippe de Broca            | Universal Records (2000)                                                                                   |
| 2000 | Obrona Łużyna (The Luzhin Defence)                                                          | Marleen Gorris               | Silva Screen Records (2000)                                                                                |
| 2000 | Kłopoty Barniego (Barnie et ses petites contrariétés)                                       | Bruno Chiche                 | |
| 2001 | Bad Karma                                                                                   | Alexis Miansarow             | |
| 2001 | Les portes de la gloire                                                                     | Christian Merret-Palmair     | Play Time (2001)                                                                                           |
| 2001 | Mauvais genres                                                                              | Francis Girod                | |
| 2001 | Piekło dnia (Reines d’un jour)                                                              | Marion Vernoux               | Virgin (2001)                                                                                              |
| 2001 | Na moich ustach (Sur mes lèvres)                                                            | Jacques Audiard              | |
| 2002 | Ostatni skok (Nid de guêpes)                                                                | Florent Emilio Siri          | Source Records (2002)                                                                                      |
| 2003 | Rire et châtiment                                                                           | Isabelle Doval               | Warner Music (2002) (3 utwory A. Desplat)                                                                  |
| 2003 | Zmowa milczenia (Le pacte du silence)                                                       | Graham Guit                  | |
| 2003 | Tristan                                                                                     | Philippe Harel               | |
| 2003 | 11.09.01 (11'9"01 September 11) segment Francja                                             | Claude Lelouch               | |
| 2003 | Niecierpliwe ciała (Les corps impatients)                                                   | Xavier Giannoli              | Amélie Aime le Cinéma (2004)                                                                               |
| 2003 | Nawałnica (Stormy Weather)                                                                  | Sólveig Anspach              | |
| 2003 | Inquiétudes                                                                                 | Gilles Bourdos               | La Bande Son (2004)                                                                                        |
| 2003 | Dziewczyna z perłą (Girl with a Pearl Earring)                                              | Peter Webber                 | Decca Records (2004)                                                                                       |
| 2004 | Tu vas rire mais je te quitte                                                               | Philippe Harel               | |
| 2004 | Grunt to rodzinka (L'enquête corse)                                                         | Alain Berbérian              | F.G.l. (2004)                                                                                              |
| 2004 | Ostre słówka (The Upside of Anger)                                                          | Mike Binder                  | New Line Records (2004)                                                                                    |
| 2004 | Narodziny (Birth)                                                                           | Jonathan Glazer              | New Line Records (2004)                                                                                    |
| 2004 | W rytmie serca (De battre, mon coeur s'est arreté)                                          | Jacques Audiard              | Naïve (2005)                                                                                               |
| 2004 | Tu vas rire mais je te quitte (Hostage)                                                     | Florent Emilio Siri          | Superb Records (2005)                                                                                      |
| 2005 | Alibi (The Alibi)                                                                           | Matt Checkowski Kurt Mattila | |
| 2005 | Une Aventure                                                                                | Xavier Giannoli              | |
| 2005 | Casanova                                                                                    | Lasse Hallström              | Hollywood Records (2005) (2 utwory A. Desplat)                                                             |
| 2005 | Syriana                                                                                     | Stephen Gaghan               | Sony Classical (2005)                                                                                      |
| 2005 | Firewall                                                                                    | Richard Loncraine            | Varèse Sarabande (2005)                                                                                    |
| 2006 | Czyja to kochanka? (La Doublure)                                                            | Francis Veber                | |
| 2006 | Melodia życia (Quand j'étais chanteur)                                                      | Xavier Giannoli              | Warner Music (2006) (1 utwór A. Desplat)                                                                   |
| 2006 | Królowa (The Queen)                                                                         | Stephen Frears               | Milan (2006)                                                                                               |
| 2006 | Malowany welon (The Painted Veil)                                                           | John Curran                  | Deutsche Grammophon (2007)                                                                                 |
| 2007 | Ukryta tożsamość (Michou d'Auber)                                                           | Thomas Gilou                 | |
| 2007 | Ostrożnie, pożądanie (Se, jie)                                                              | Ang Lee                      | Decca Records (2007)                                                                                       |
| 2007 | Wewnętrzny wróg (L’ennemi intime)                                                           | Florent Emilio Siri          | Naïve (2007)                                                                                               |
| 2007 | Pana Magorium cudowne emporium (Mr. Magorium's Wonder Emporium) Wspólnie z Aaronem Zigmanem | Zach Helm                    | Varèse Sarabande (2007)                                                                                    |
| 2007 | Złoty kompas (The Golden Compass)                                                           | Chris Weitz                  | Decca Records (2007)                                                                                       |
| 2008 | Potem (Afterwards)                                                                          | Gilles Bourdos               | Naïve (2009)                                                                                               |
| 2008 | Largo Winch                                                                                 | Jérôme Salle                 | Varèse Sarabande (2008)                                                                                    |
| 2008 | Ciekawy przypadek Benjamina Buttona (The Curious Case of Benjamin Button)                   | David Fincher                | Concord (2008)                                                                                             |
| 2008 | Chéri                                                                                       | Stephen Frears               | Varèse Sarabande (2009)                                                                                    |
| 2009 | Julie i Julia (Julie & Julia)                                                               | Nora Ephron                  | Sony Music (2009)                                                                                          |
| 2009 | Coco Chanel (Coco avant Chanel)                                                             | Anne Fontaine                | Varèse Sarabande (2009)                                                                                    |
| 2009 | Prorok (Un Prophète)                                                                        | Jacques Audiard              | Naïve (2009)                                                                                               |
| 2009 | Bojownicy z czerwonego afisza (L'armée du crime)                                            | Robert Guédiguian            | Naïve (2009)                                                                                               |
| 2009 | Fantastyczny pan Lis (Fantastic Mr. Fox)                                                    | Wes Anderson                 | ABKCO Records (2009) (Original Soundtrack) ABCKO Records (2010) (Additional Music From The Original Score) |
| 2009 | Saga „Zmierzch”: Księżyc w nowiu (The Twilight Saga: New Moon)                              | Chris Weitz                  | E1 Entertainment (2009)                                                                                    |
| 2010 | Autor widmo (The Ghost Writer)                                                              | Roman Polański               | Varèse Sarabande (2010)                                                                                    |
| 2010 | Tamara i mężczyźni (Tamara Drewe)                                                           | Stephen Frears               | Silva Screen Records (2010)                                                                                |
| 2010 | Jak zostać królem (The King’s Speech)                                                       | Tom Hooper                   | Decca Records (2010)                                                                                       |
| 2010 | Harry Potter i Insygnia Śmierci: Część I (Harry Potter and the Deathly Hallows: Part 1)     | David Yates                  | Water Tower Music (2010)                                                                                   |
| 2011 | Spisek (Largo Winch II)                                                                     | Jérôme Salle                 | Varèse Sarabande (2011)                                                                                    |
| 2011 | Córka studniarza (La Fille du puisatier)                                                    | Daniel Auteuil               | Varèse Sarabande (2011)                                                                                    |
| 2011 | Drzewo życia (The Tree of Life)                                                             | Terrence Malick              | Lakeshore Records (2011)                                                                                   |
| 2011 | Lepsze życie (A Better Life)                                                                | Chris Weitz                  | Nacional Records (2011)                                                                                    |
| 2011 | Harry Potter i Insygnia Śmierci: Część II (Harry Potter and the Deathly Hallows: Part 2)    | David Yates                  | Water Tower Music (2011)                                                                                   |
| 2011 | Idy marcowe (The Ides of March)                                                             | George Clooney               | Varèse Sarabande (2011)                                                                                    |
| 2011 | Rzeź (Carnage)                                                                              | Roman Polański               | |
| 2011 | Strasznie głośno, niesamowicie blisko (Extremely Loud and Incredibly Close)                 | Stephen Daldry               | Water Tower Music (2011)                                                                                   |
| 2012 | Cloclo                                                                                      | Florent Emilio Siri          | Sony Music (2012)                                                                                          |
| 2012 | Kochankowie z Księżyca (Moonrise Kingdom)                                                   | Wes Anderson                 | ABKCO Records (2012)                                                                                       |
| 2012 | Reality                                                                                     | Matteo Garrone               | Edel / Radio Fandango (2012)                                                                               |
| 2012 | Z krwi i kości (De rouille et d'os)                                                         | Jacques Audiard              | Idol (2012)                                                                                                |
| 2012 | Renoir                                                                                      | Gilles Bourdos               | |
| 2012 | Operacja Argo (Argo)                                                                        | Ben Affleck                  | Watertower Records (2012)                                                                                  |
| 2012 | Strażnicy marzeń (Rise of the Guardians)                                                    | William Joyce Peter Ramsey   | Varèse Sarabande (2012)                                                                                    |
| 2012 | Wróg numer jeden (Zero Dark Thirty)                                                         | Kathryn Bigelow              | Madison Gate Records (2012)                                                                                |
| 2013 | Wenus w futrze (La Vénus à la fourrure)                                                     | Roman Polański               | Playtime (2013)                                                                                            |
| 2013 | Zulu                                                                                        | Jérôme Salle                 | |
| 2013 | Marius                                                                                      | Daniel Auteuil               | |
| 2013 | Fanny                                                                                       | Daniel Auteuil               | |
| 2013 | Tajemnica Filomeny (Philomena)                                                              | Stephen Frears               | Decca Records (2013)                                                                                       |
| 2014 | Obrońcy skarbów (The Monuments Men)                                                         | George Clooney               | Sony Masterworks (2014)                                                                                    |
| 2014 | Grand Budapest Hotel (The Grand Budapest Hotel)                                             | Wes Anderson                 | ABKCO Records (2014)                                                                                       |
| 2014 | Godzilla                                                                                    | Gareth Edwards               | Watertower Records (2014)                                                                                  |
| 2014 | Gra tajemnic (The Imitation Game)                                                           | Morten Tyldum                | Sony Music Classical (2014)                                                                                |
| 2014 | Niezłomny (Unbroken)                                                                        | Angelina Jolie               | Parlophone Records (2014)                                                                                  |
| 2015 | Every Thing Will Be Fine                                                                    | Wim Wenders                  | Wenders Music (2015)                                                                                       |
| 2015 | Pentameron (Il racconto dei racconti)                                                       | Matteo Garrone               | |
| 2015 | Historia szaleństwa (Une histoire de fou)                                                   | Robert Guédiguian            | |
| 2015 | Sufrażystka (Suffragette)                                                                   | Sarah Gavron                 | Backlot Music (2015)                                                                                       |
| 2015 | Dziewczyna z portretu (The Danish Girl)                                                     | Tom Hooper                   | Decca Records (2015)                                                                                       |
| 2016 | Odyseja (L'odyssée)                                                                         | Jérôme Salle                 | TF1 Musique (2016)                                                                                         |
| 2016 | Alone in Berlin                                                                             | Vincent Perez                | |
| 2016 | Boska Florence (Florence Foster Jenkins)                                                    | Stephen Frears               | Decca Records (2016)                                                                                       |
| 2016 | Sekretne życie zwierzaków domowych (The Secret Life of Pets)                                | Chris Renaud Yarrow Cheney   | Backlot Music (2016)                                                                                       |
| 2016 | Światło między oceanami (The Light Between Oceans)                                          | Derek Cianfrance             | Lakeshore Records (2016)                                                                                   |
| 2016 | Amerykańska sielanka (American Pastoral)                                                    | Ewan McGregor                | Lakeshore Records (2016)                                                                                   |
| 2016 | Espèces menacées                                                                            | Gilles Bourdos               | |
| 2016 | Podarować życie (Réparer les vivants)                                                       | Katell Quillévéré            | |
| 2017 | Prawdziwa historia (D'après une histoire vraie)                                             | Roman Polański               | |
| 2017 | Valerian i miasto tysiąca planet (Valerian and the City of a Thousand Planets)              | Luc Besson                   | EuropaCorp (2017)                                                                                          |
| 2017 | Kształt wody (The Shape of Water)                                                           | Guillermo del Toro           | |
| 2017 | Suburbicon                                                                                  | George Clooney               | |
| 2018 | Kursk                                                                                       | Thomas Vinterberg            | |
| 2018 | Wyspa psów (Isle of Dogs)                                                                   | Wes Anderson                 | |
| 2019 | Sekretne życie zwierzaków domowych 2 (The Secret Life of Pets 2)                            | Chris Renaud                 | |
| 2019 | Małe kobietki (Little Women)                                                                | Greta Gerwig                 | |
| 2019 | Oficer i szpieg (J'accuse)                                                                  | Roman Polański               | |
| 2021 | Kurier Francuski z Liberty, Kansas Evening Sun (The French Dispatch)                        | Wes Anderson                 | |
| 2021 | Eiffel                                                                                      | Martin Bourboulon            | |

### Filmy dokumentalne
2000
- Home Sweet Home (reż. Heidi Draper, Michael Raeburn)

2002
- Paroles d'étoiles (reż. Thomas Gilou)
- Michel Audiard et le mystère du triangle des Bermudes (reż. François-Régis Jeanne, Stéphane Roux)

2007
- Ségo et Sarko sont dans un bateau (reż. Karl Zero, Michel Royer)

2011
- Roman Polański: moje życie (Roman Polanski: A Film Memoir, reż. Laurent Bouzereau)

2016
- Les habitants (reż. Raymond Depardon)

2017
- 12 dni (12 jours, reż. Raymond Depardon)

### Filmy telewizyjne
1989
- Pif i Herkules (Pif & Hercule) (reż. Bruno Desraisses) (serial TV)

1991
- Le flic de Moscou (reż. Stéphane Kurc)

1992
- Papa veut pas que je t'épouse (reż. Patrick Volson)

1993
- Le paradis absolument (reż. Patrick Volson)
- J’aime pas qu’on m’aime (reż. Stéphane Kurc)
- Le coeur qui tape (reż. Didier Grousset)

1994
- Voyage en Pologne (reż. Stéphane Kurc)

1995
- L'échappée belle (reż. Jérôme Enrico)
- Le fils de Paul (reż. Didier Grousset)
- Le poteau d'Aldo (reż. Didier Grousset)
- La mer à boire (reż. Edwin Baily)
- Alla turca (reż. Macha Méril)

1996
- La voisine (reż. Luc Béraud)
- Le rôle du père (reż. Didier Grousset)
- Un petit grain de folie (reż. Sébastien Grall)

1997
- Tout ce qui brille (reż. John McKay)
- Huppert (reż. Manu Kurewa)
- Viens jouer dans la cour des grands (reż. Stephen Lowenstein)

1998
- Petits nuages d’été (reż. Olivier Langlois)

1999
- Le bois du Pardoux (reż. Stéphane Kurc)
- Manège (reż. Charlotte Brandström)
- Maud (reż. Dominique Cheminal)
- Chercheur d'héritiers (reż. Olivier Langlois)
- Retour à Fonteyne (reż. Philomène Esposito)
- Juliette (reż. Jérôme Foulon)
- Brigade spéciale (reż. Charlotte Brandström) (serial TV – odcinki 1–3)

2000
- La maison du bonheur (reż. Charlotte Brandström)
- N'oublie pas que tu m'aimes (reż. Jérôme Foulon)
- Les Ritaliens (reż. Philomène Esposito)

2001
- Villa mon rêve (reż. Didier Grousseet)
- Passage du bac (reż. Olivier Langlois)
- Madame Sans-Gêne (reż. Philippe de Broca)

2002
- Tous les chagrins se ressemblent (reż. Luc Béraud)
- Une autre femme (reż. Jérôme Foulon)
- Les beaux jours (reż. Jean-Pierre Sinapi)
- Sauveur Giordano (reż. Edouard Niermans)

2003
- Virus au paradis (reż. Olivier Langlois)
- Le pays des enfants perdus (reż. Francis Girod)

2010
- Władcy świata (The Special Relationship) (reż. Richard Loncraine) (Album CD: Varese Sarabande, 2010)

2016
- Marseille (reż. Florent-Emilio Siri i Thomas Gilou) (serial TV) (autor tematów, muzyka napisana wspólnie z Jeanem-Pascalem Beintusem) (Album CD: Federation Entertainment, 2016)
- Łowcy trolli (Trollhunters) (serial TV) (tematy)

### Filmy krótkometrażowe
1987
- Attention à la peinture (reż. Cris Campion)
- La forêt (reż. Cris Campion)
- L'arrière pensée (reż. Vincent Campion)
- Sans blague (reż. Pascal Elso)
- V.F. (reż. Christophe Delmas)
- V.O. (reż. Christophe Delmas)

1991
- Simon courage (reż. Patrick Ardis)
- Les lieux d'aisance (reż. Vincent Monnet)
- Rossignol de mes amours (reż. Christian Merret-Palmair)

1993
- Jour de fauche (reż. Vincent Monnet)
- Départ en vacances (reż. Daniel Delume)

1994
- Ne bougez plus (reż. Jean-François Chaintron)
- Les ailes de l'ombre (reż. Philippe Robert, Jean-Claude Thibaut)

1995
- Bons baisers de Suzanne (reż. Christian Merret-Palmair)
- Quand je s'rai grand, mon père il sera policier (reż. Vincent Monnet)

2003
- Tout ce qui brille (reż. Lou Jeunet)
- Les baisers des autres (reż. Carine Tardieu)

2012
- A Therapy (reż. Roman Polański)

## Inne kompozycje

### Kompozycje teatralne
- Romeo & Juliette (reż. Clown Kompanie)
- Bettina (reż. Jacques Mornas)
- La ronde (reż. Jacques Mornas)
- La descente d’Orphée (reż. Jacques Mornas)
- Le Songe d’une nuit d’été (reż. Jacques Mornas)
- Vol au dessus d’un nid de coucou (reż. Jacques Mornas)
- La Villegiature (reż. Jacques Mornas)
- Vu du Pont (reż. Jacques Mornas)
- L'Eventail (reż. Jacques Mornas)
- La Nuit des rois (reż. Jacques Mornas)
- L'Emberlificoteur (reż. Adriano Sinivia)
- Le Concert incroyable (reż. Cie Philippe Genty)
- Inconnu à catte adresse (reż. Francoise Petit)
- Papa doit manger (reż. André Engel)

### Kompozycje do przedstawień baletowych
- Le Sirocco Bleu (reż. Caroline Marcade) (1989)

### Kompozycje do spektakli operowych
- L'Opera des Gueux (Beggar's Opera) (reż. Jacques Mornas) (1994)

### Utwory koncertowe
- Symfonia na flet i orkiestrę inspirowana dramatem Peleas i Melizanda Maurice’a Maeterlincka (2013)

### Inne prace
Poza wymienionymi kompozycjami, Alexandre Desplat skomponował muzykę do m.in.
- Piosenek: Songs for cabriolets, Tu rentres chez toi tu travailles (wyk. Karl Zero), O mon bateau, Je suis le Torero de l’amour, Ramon et Pedro (wyk. Eric Morena), We are One (wyk. Westlife) i inne powstałe na potrzeby produkcji kinowych.
- Gry komputerowej: introdukcja muzyczna do gry Splinter cell (2003)
- Wielu reklam telewizyjnych
- Telewizji: Czołówka do programu Whithout walls (Channel 4), filmy krótkometrażowe, wideo klipy.

## Nagrody i wyróżnienia
| Nagroda                                                             | Rok  | Kategoria                                                                   | Wyróżnienie za film: | Nominacja / Wygrana                |
| ------------------------------------------------------------------- | ---- | --------------------------------------------------------------------------- | --- | ---------------------------------- |
| Nagroda Akademii Filmowej (Oscar)                                   | 2007 | Najlepsza muzyka                                                            | Królowa | Nominacja                          |
| Nagroda Akademii Filmowej (Oscar)                                   | 2009 | Najlepsza muzyka                                                            | Ciekawy przypadek Benjamina Buttona | Nominacja                          |
| Nagroda Akademii Filmowej (Oscar)                                   | 2010 | Najlepsza muzyka                                                            | Fantastyczny pan Lis | Nominacja                          |
| Nagroda Akademii Filmowej (Oscar)                                   | 2011 | Najlepsza muzyka                                                            | Jak zostać królem | Nominacja                          |
| Nagroda Akademii Filmowej (Oscar)                                   | 2013 | Najlepsza muzyka                                                            | Operacja Argo | Nominacja                          |
| Nagroda Akademii Filmowej (Oscar)                                   | 2014 | Najlepsza muzyka                                                            | Tajemnica Filomeny | Nominacja                          |
| Nagroda Akademii Filmowej (Oscar)                                   | 2015 | Najlepsza muzyka                                                            | Gra tajemnic | Nominacja                          |
| Nagroda Akademii Filmowej (Oscar)                                   | 2015 | Najlepsza muzyka                                                            | Grand Budapest Hotel | Wygrana                            |
| Nagroda Akademii Filmowej (Oscar)                                   | 2018 | Najlepsza muzyka                                                            | Kształt wody | Wygrana                            |
| Złote Globy                                                         | 2004 | Najlepsza muzyka                                                            | Dziewczyna z perłą | Nominacja                          |
| Złote Globy                                                         | 2006 | Najlepsza muzyka                                                            | Syriana | Nominacja                          |
| Złote Globy                                                         | 2007 | Najlepsza muzyka                                                            | Malowany welon | Wygrana                            |
| Złote Globy                                                         | 2009 | Najlepsza muzyka                                                            | Ciekawy przypadek Benjamina Buttona | Nominacja                          |
| Złote Globy                                                         | 2011 | Najlepsza muzyka                                                            | Jak zostać królem | Nominacja                          |
| Złote Globy                                                         | 2013 | Najlepsza muzyka                                                            | Operacja Argo | Nominacja                          |
| Złote Globy                                                         | 2015 | Najlepsza muzyka                                                            | Gra tajemnic | Nominacja                          |
| Złote Globy                                                         | 2016 | Najlepsza muzyka                                                            | Dziewczyna z portretu | Nominacja                          |
| Nagroda Brytyjskiej Akademii Filmowej (BAFTA)                       | 2004 | Najlepsza muzyka                                                            | Dziewczyna z perłą | Nominacja                          |
| Nagroda Brytyjskiej Akademii Filmowej (BAFTA)                       | 2007 | Najlepsza muzyka                                                            | Królowa | Nominacja                          |
| Nagroda Brytyjskiej Akademii Filmowej (BAFTA)                       | 2009 | Najlepsza muzyka                                                            | Ciekawy przypadek Benjamina Buttona | Nominacja                          |
| Nagroda Brytyjskiej Akademii Filmowej (BAFTA)                       | 2010 | Najlepsza muzyka                                                            | Fantastyczny pan Lis | Nominacja                          |
| Nagroda Brytyjskiej Akademii Filmowej (BAFTA)                       | 2011 | Najlepsza muzyka                                                            | Jak zostać królem | Wygrana                            |
| Nagroda Brytyjskiej Akademii Filmowej (BAFTA)                       | 2013 | Najlepsza muzyka                                                            | Operacja Argo | Nominacja                          |
| Nagroda Brytyjskiej Akademii Filmowej (BAFTA)                       | 2015 | Najlepsza muzyka                                                            | Grand Budapest Hotel | Wygrana                            |
| Nagroda Europejskiej Akademii Filmowej (Europejska Nagroda Filmowa) | 2004 | Najlepszy kompozytor                                                        | Dziewczyna z perłą | Nominacja                          |
| Nagroda Europejskiej Akademii Filmowej (Europejska Nagroda Filmowa) | 2007 | Najlepszy kompozytor                                                        | Królowa | Wygrana                            |
| Nagroda Europejskiej Akademii Filmowej (Europejska Nagroda Filmowa) | 2009 | Najlepszy kompozytor                                                        | Coco Chanel | Nominacja                          |
| Nagroda Europejskiej Akademii Filmowej (Europejska Nagroda Filmowa) | 2010 | Najlepszy kompozytor                                                        | Autor widmo | Wygrana                            |
| Nagroda Europejskiej Akademii Filmowej (Europejska Nagroda Filmowa) | 2011 | Najlepszy kompozytor                                                        | Jak zostać królem | Nominacja                          |
| Azjatycka Nagroda Filmowa                                           | 2008 | Najlepszy kompozytor                                                        | Ostrożnie, pożądanie | Nominacja                          |
| Nagroda Francuskiej Akademii Sztuki i Techniki Filmowej (Cezary)    | 1997 | Najlepsza muzyka                                                            | Wielce skromny bohater | Nominacja                          |
| Nagroda Francuskiej Akademii Sztuki i Techniki Filmowej (Cezary)    | 2002 | Najlepsza muzyka                                                            | Na moich ustach | Nominacja                          |
| Nagroda Francuskiej Akademii Sztuki i Techniki Filmowej (Cezary)    | 2006 | Najlepsza muzyka                                                            | W rytmie serca | Wygrana                            |
| Nagroda Francuskiej Akademii Sztuki i Techniki Filmowej (Cezary)    | 2008 | Najlepsza muzyka                                                            | Wewnętrzny wróg | Nominacja                          |
| Nagroda Francuskiej Akademii Sztuki i Techniki Filmowej (Cezary)    | 2010 | Najlepsza muzyka                                                            | Prorok | Nominacja                          |
| Nagroda Francuskiej Akademii Sztuki i Techniki Filmowej (Cezary)    | 2011 | Najlepsza muzyka                                                            | Autor widmo | Wygrana                            |
| Nagroda Francuskiej Akademii Sztuki i Techniki Filmowej (Cezary)    | 2013 | Najlepsza muzyka                                                            | Rust and Bone | Wygrana                            |
| Nagroda Francuskiej Akademii Sztuki i Techniki Filmowej (Cezary)    | 2014 | Najlepsza muzyka                                                            | Wenus w futrze | Nominacja                          |
| Nagroda Grammy                                                      | 2010 | Najlepsza muzyka do filmu kinowego, telewizyjnego lub innej formy wizualnej | Ciekawy przypadek Benjamina Buttona | Nominacja                          |
| Nagroda Grammy                                                      | 2012 | Najlepsza muzyka do formy wizualnej                                         | Harry Potter i Insygnia Śmierci: Część II | Nominacja                          |
| Nagroda Grammy                                                      | 2012 | Najlepsza muzyka do formy wizualnej                                         | Jak zostać królem | Wygrana                            |
| Nagroda Grammy                                                      | 2014 | Najlepsza muzyka do formy wizualnej                                         | Operacja Argo | Nominacja                          |
| Nagroda Grammy                                                      | 2014 | Najlepsza muzyka do formy wizualnej                                         | Wróg numer jeden | Nominacja                          |
| Nagroda Grammy                                                      | 2015 | Najlepsza muzyka do formy wizualnej                                         | Grand Budapest Hotel | Wygrana                            |
| Nagroda Grammy                                                      | 2016 | Najlepsza muzyka do formy wizualnej                                         | Gra tajemnic | Nominacja                          |
| Nagroda Annie                                                       | 2013 | Najlepsza muzyka do animacji                                                | Strażnicy marzeń | Nominacja                          |
| Nagroda Annie                                                       | 2017 | Najlepsza muzyka do animacji                                                | Najlepsza muzyka do animacji | Sekretne życie zwierzaków domowych |
| Nagroda Annie                                                       | 2017 | Najlepsza muzyka do animowanej produkcji telewizyjnej                       | Łowcy trolli (wspólnie z Timem Daviesem) | Nominacja                          |
| Nagroda Światowej Akademii Muzyki Filmowej (WSA)                    | 2007 | Kompozytor roku                                                             | Królowa, Malowany welon | Wygrana                            |
| Nagroda Światowej Akademii Muzyki Filmowej (WSA)                    | 2008 | Kompozytor roku                                                             | Złoty kompas | Nominacja                          |
| Nagroda Światowej Akademii Muzyki Filmowej (WSA)                    | 2009 | Muzyka filmowa roku                                                         | Ciekawy przypadek Benjamina Buttona | Wygrana                            |
| Nagroda Światowej Akademii Muzyki Filmowej (WSA)                    | 2009 | Kompozytor roku                                                             | Ciekawy przypadek Benjamina Buttona, Coco Chanel, Largo Winch, Chéri                                                                                                 | Wygrana                            |
| Nagroda Światowej Akademii Muzyki Filmowej (WSA)                    | 2010 | Muzyka filmowa roku                                                         | Fantastyczny pan Lis | Wygrana                            |
| Nagroda Światowej Akademii Muzyki Filmowej (WSA)                    | 2010 | Kompozytor roku                                                             | Julie i Julia, Fantastyczny pan Lis, Autor widmo, Saga „Zmierzch”: Księżyc w nowiu                                                                                   | Wygrana                            |
| Nagroda Światowej Akademii Muzyki Filmowej (WSA)                    | 2011 | Muzyka filmowa roku                                                         | Jak zostać królem | Nominacja                          |
| Nagroda Światowej Akademii Muzyki Filmowej (WSA)                    | 2011 | Kompozytor roku                                                             | Harry Potter i Insygnia Śmierci: Część II, Lepsze życie, Largo Winch II, Córka studniarza, Harry Potter i Insygnia Śmierci: Część I, Drzewo życia, Jak zostać królem | Wygrana                            |
| Nagroda Światowej Akademii Muzyki Filmowej (WSA)                    | 2012 | Muzyka filmowa roku                                                         | Idy marcowe | Nominacja                          |
| Nagroda Światowej Akademii Muzyki Filmowej (WSA)                    | 2012 | Kompozytor roku                                                             | Rzeź, Rust and Bone, Strasznie głośno, niesamowicie blisko, Kochankowie z Księżyca, Idy marcowe                                                                      | Nominacja                          |
| Nagroda Światowej Akademii Muzyki Filmowej (WSA)                    | 2013 | Kompozytor roku                                                             | Operacja Argo, Reality, Renoir, Strażnicy marzeń, Wróg numer jeden                                                                                                   | Nominacja                          |
| Nagroda Światowej Akademii Muzyki Filmowej (WSA)                    | 2014 | Kompozytor roku                                                             | Grand Budapest Hotel, Godzilla, Marius', Obrońcy skarbów, Tajemnica Filomeny, Wenus w futrze, Zulu                                                                   | Wygrana                            |
| Nagroda Światowej Akademii Muzyki Filmowej (WSA)                    | 2014 | Muzyka filmowa roku                                                         | Grand Budapest Hotel | Wygrana                            |
| Nagroda Światowej Akademii Muzyki Filmowej (WSA)                    | 2015 | Muzyka filmowa roku                                                         | Gra tajemnic | Nominacja                          |
| Nagroda Światowej Akademii Muzyki Filmowej (WSA)                    | 2015 | Kompozytor roku                                                             | Niezłomny, Gra tajemnic, Every Thing Will Be Fine, Pentameron | Nominacja                          |
| Nagroda Satelita                                                    | 2010 | Najlepsza muzyka                                                            | Harry Potter i Insygnia Śmierci: Część I | Nominacja                          |
| Nagroda Satelita                                                    | 2011 | Najlepsza muzyka                                                            | Harry Potter i Insygnia Śmierci: Część II | Nominacja                          |
| Nagroda Satelita                                                    | 2012 | Najlepsza muzyka                                                            | Operacja Argo | Wygrana                            |
| Nagroda Satelita                                                    | 2013 | Najlepsza muzyka                                                            | Tajemnica Filomeny | Nominacja                          |
| Nagroda Satelita                                                    | 2014 | Najlepsza muzyka                                                            | Gra tajemnic | Nominacja                          |
| Nagroda Satelita                                                    | 2015 | Najlepsza muzyka                                                            | Dziewczyna z portretu | Nominacja                          |
| Nagroda Akademii Filmów Science-Fiction, Horror i Fantasy (Saturn)  | 2009 | Najlepsza muzyka                                                            | Ciekawy przypadek Benjamina Buttona | Nominacja                          |
| Nagroda Akademii Filmów Science-Fiction, Horror i Fantasy (Saturn)  | 2015 | Najlepsza muzyka                                                            | Godzilla | Nominacja                          |
| Międzynarodowy Festiwal Filmowy w Berlinie                          | 2005 | Srebrny Niedźwiedź za najlepszą muzykę                                      | W rytmie serca | Wygrana                            |
| David di Donatello (Nagrody Włoskiej Akademii Filmowej)             | 2013 | Najlepsza muzyka                                                            | Reality | Nominacja                          |
| David di Donatello (Nagrody Włoskiej Akademii Filmowej)             | 2016 | Najlepsza muzyka                                                            | Pentameron | Nominacja                          |
| Polskie Nagrody Filmowe (Orły)                                      | 2013 | Najlepsza muzyka                                                            | Rzeź | Nominacja                          |
| Polskie Nagrody Filmowe (Orły)                                      | 2014 | Najlepsza muzyka                                                            | Wenus w futrze | Nominacja                          |
| Golden Horse Film Festival (Tajwan) (Złoty Koń)                     | 2005 | Najlepsza muzyka                                                            | Ostrożnie, pożądanie | Wygrana                            |

### Pozostałe wyróżnienia
Hollywood Film Awards
- 2009 – Wygrana – Kompozytor roku
- 2014 – Wygrana – Kompozytor roku (Gra tajemnic)

Międzynarodowy Festiwal Filmowy w Palm Springs
- 2008 – Wygrana – Nagroda Fredericka Loewe'a dla Najlepszego Kompozytora (za muzykę do filmu Ciekawy przypadek Benjamina Buttona)

Nagroda London Critics Circle
- 2013 – Nominacja – Osiągnięcie techniczne – za muzykę do filmu Rust and Bone

Nagroda Broadcast Film Critics Association (Critics’ Choice Awards)
- 2008 – Nominacja – Najlepszy kompozytor – za muzykę do filmu Ostrożnie, pożądanie
- 2009 – Nominacja – Najlepszy kompozytor – za muzykę do filmu Ciekawy przypadek Benjamina Buttona
- 2011 – Nominacja – Najlepszy kompozytor – za muzykę do filmu Jak zostać królem
- 2013 – Dwie nominacje – Najlepszy kompozytor – za muzykę do filmów: Operacja Argo i Kochankowie z Księżyca
- 2015 – Nominacja – Najlepszy kompozytor – za muzykę do filmu Gra tajemnic

Nagroda Online Film Critics Society
- 2005 – Nominacja – Najlepsza muzyka – za muzykę do filmu Narodziny
- 2009 – Nominacja – Najlepsza muzyka – za muzykę do filmu Ciekawy przypadek Benjamina Buttona
- 2010 – Nominacja – Najlepsza muzyka – za muzykę do filmu Fantastyczny pan Lis

Nagroda Central Ohio Film Critics Association
- 2009 – Wygrana – Najlepsza muzyka – za muzykę do filmu Ciekawy przypadek Benjamina Buttona
- 2012 – Nominacja – Najlepsza muzyka – za muzykę do filmu Drzewo życia
- 2013 – Wygrana – Najlepsza muzyka – za muzykę do filmu Kochankowie z Księżyca
- 2015 – Wygrana – Najlepsza muzyka – za muzykę do filmu Grand Budapest Hotel

Nagroda Chicago Film Critics Association
- 2006 – Nominacja – Najlepsza muzyka – za muzykę do filmu Królowa
- 2007 – Nominacja – Najlepsza muzyka – za muzykę do filmu Ostrożnie, pożądanie
- 2008 – Nominacja – Najlepsza muzyka – za muzykę do filmu Ciekawy przypadek Benjamina Buttona
- 2009 – Nominacja – Najlepsza muzyka – za muzykę do filmu Fantastyczny pan Lis
- 2012 – Trzy nominacje – Najlepsza muzyka – za muzykę do filmów: Operacja Argo, Kochankowie z Księżyca i Wróg numer jeden
- 2014 – Dwie nominacje – Najlepsza muzyka – za muzykę do filmów: Grand Budapest Hotel i Gra tajemnic

Nagroda Los Angeles Film Critics Association
- 2006 – Wygrana – Najlepsza muzyka – za muzykę do filmu Królowa i Malowany welon
- 2008 – Drugie miejsce – Najlepsza muzyka – za muzykę do filmu Ciekawy przypadek Benjamina Buttona
- 2009 – Drugie miejsce – Najlepsza muzyka – za muzykę do filmu Fantastyczny pan Lis
- 2010 – Wygrana – Najlepsza muzyka – za muzykę do filmu Autor widmo

Nagroda Phoenix Film Critics Society
- 2008 – Wygrana – Najlepsza muzyka – za muzykę do filmu Ciekawy przypadek Benjamina Buttona
- 2010 – Nominacja – Najlepsza muzyka – za muzykę do filmu Autor widmo
- 2011 – Nominacja – Najlepsza muzyka – za muzykę do filmu Strasznie głośno, niesamowicie blisko
- 2014 – Nominacja – Najlepsza muzyka – za muzykę do filmu Gra tajemnic

Nagroda San Diego Film Critics Society
- 2011 – Wygrana – Najlepsza muzyka – za muzykę do filmu Harry Potter i Insygnia Śmierci: Część II oraz nominacje za muzykę do filmu Strasznie głośno, niesamowicie blisko i Drzewo życia
- 2012 – Dwie nominacje – Najlepsza muzyka – za muzykę do filmów: Operacja Argo i Kochankowie z Księżyca
- 2014 – Dwie nominacje – Najlepsza muzyka – za muzykę do filmów: Grand Budapest Hotel i Gra tajemnic

Nagroda Washington DC Area Film Critics Association
- 2012 – Nominacja – Najlepsza muzyka – za muzykę do filmu Kochankowie z Księżyca

Nagroda Étoile d’Or
- 2006 – Wygrana – Najlepszy kompozytor – za muzykę do filmu W rytmie serca
- 2008 – Nominacja – Najlepszy kompozytor – za muzykę do filmu Wewnętrzny wróg
- 2010 – Wygrana – Najlepsza muzyka – za muzykę do filmów: Prorok, Bojownicy z czerwonego afisza, Potem, Coco Chanel, Chéri
- 2011 – Wygrana – Najlepszy kompozytor – za muzykę do filmu Autor widmo